# ジェームズ・コナー
ジェームズ・アール・コナー（James Earl Conner, 1995年5月5日 - ）は、アメリカ合衆国ペンシルベニア州エリー出身のプロアメリカンフットボール選手。NFLのアリゾナ・カージナルスに所属している。ポジションはランニングバック。

## 経歴

### カレッジ
ピッツバーグ大学では1年目の2013年シーズンに799ラン獲得ヤード、8つのラッシングTDを記録した。ボーリング・グリーン州立大学とのリトルシーザーズ・ピザボウルでは226ラン獲得ヤードを記録して勝利に貢献し、MVPを受賞した。また、この試合でピッツバーグ大学の選手のボウルゲームにおける最多ラン獲得ヤードを更新した。
2014年シーズン、2014年11月1日のデューク大学戦で大学でのキャリアハイとなる263ラン獲得ヤード、3つのラッシングTDを記録した。続くノースカロライナ大学戦では220ラン獲得ヤード、4つのラッシングTDを記録した。シーズンでは最終的に1,765ラン獲得ヤード、ACC記録となる26のラッシングTDを記録。ACCの最優秀選手賞を受賞し、オールアメリカンファーストチームに選出された。
2015年シーズンは開幕戦で右膝の内側側副靱帯を断裂し、シーズン残りの試合を全休した。また、リハビリ中にホジキンリンパ腫を患っていたことが発覚したが、オフシーズン中に対処して完治した。
2016年シーズンに復帰し、2016年10月27日のバージニア工科大学戦でシーズンハイとなる141ラン獲得ヤードを記録した。シーズン全体では1,092ラン獲得ヤード、16のラッシングTDを記録した。
| 2013 | ピッツバーグ | 12 | 146 | 799   | 5.5 | 45  | 8  | 3  | 33  | 11.0 | 13  | 0 |
| 2014 | ピッツバーグ | 13 | 298 | 1,765 | 5.9 | 75T | 26 | 5  | 70  | 14.0 | 40  | 0 |
| 2015 | ピッツバーグ | 1  | 8   | 77    | 9.6 | 40  | 2  | 1  | 7   | 7.0  | 7   | 0 |
| 2016 | ピッツバーグ | 13 | 216 | 1,092 | 5.1 | 40T | 16 | 21 | 302 | 14.4 | 55T | 4 |
| 通算 | 通算         | 39 | 668 | 3,733 | 5.6 | 75T | 52 | 30 | 412 | 13.7 | 55T | 4 |

### ピッツバーグ・スティーラーズ
| 身長                                             | 体重            | 腕 の 長 さ       | 手 の 大 き さ   | 40Yrd ダ ッ シ ュ | 10Yrd ス プ リ ッ ト | 20Yrd ス プ リ ッ ト | 20Yrd シ ャ ト ル | 3 コ 丨 ン ド リ ル | 垂 直 跳 び   | 立 ち 幅 跳 び     | ベ ン チ プ レ ス |
| ------------------------------------------------ | --------------- | ----------------- | ---------------- | ----------------- | -------------------- | -------------------- | ----------------- | ------------------- | ------------- | ------------------ | ----------------- |
| 6 ft 1+1⁄2 in (187 cm)                           | 229 lb (104 kg) | 31+1⁄4 in (79 cm) | 9+7⁄8 in (25 cm) | 4.65 s            | 1.63 s               | 2.69 s               | 4.40 s            | 7.14 s              | 29 in (74 cm) | 9 ft 5 in (2.87 m) | 20 回             |
| All values from NFL Combine/Pittsburgh's Pro Day |                 |                   |                  |                   |                      |                      |                   |                     |               |                    |                   |

2017年のNFLドラフトにて全体105位でピッツバーグ・スティーラーズから指名され、その後4年総額316万ドルのルーキー契約を結んだ。2017年7月には、ルーキーながらユニフォームの売り上げでNFL1位となった。

#### 2017年シーズン
このシーズンはバックアップとして14試合に出場した。2017年12月19日に、大学時代に痛めていた内側側副靭帯の手術を受けた。シーズン全体では144ラン獲得ヤードを記録した。

#### 2018年シーズン
このシーズンから先発に定着し、クリーブランド・ブラウンズとの開幕戦で135ラン獲得ヤード、2つのラッシングTDを記録した。第8週のブラウンズ戦では146ラン獲得ヤード、2つのラッシングTDに加え5レシーブ、66レシーブ獲得ヤードを記録して勝利に貢献し、AFCの週間最優秀攻撃選手、月間最優秀攻撃選手に選出された。シーズン全体で973ラン獲得ヤード、12のラッシングTD、55レシーブ、497レシーブ獲得ヤードを記録し、自身初のプロボウルに選出された。

#### 2019年シーズン
第8週のマイアミ・ドルフィンズ戦で145ラン獲得ヤードを記録したが、肩を痛めて途中退場した。第11週のブラウンズ戦で復帰したが、この試合で再び肩を痛めて離脱した。シーズン全体では464ラン獲得ヤード、4つのラッシングTD、34レシーブ、251レシーブ獲得ヤードを記録した。

#### 2020年シーズン
ニューヨーク・ジャイアンツとの開幕戦で足首を痛め途中退場した。翌週のデンバー・ブロンコス戦で復帰し、106ラン獲得ヤードを記録した。シーズン全体で721ラン獲得ヤード、6つのラッシングTD、35レシーブ、215レシーブ獲得ヤードを記録した。
プレーオフではワイルドカード・ラウンドのブラウンズ戦で37ラン獲得ヤード、1つのラッシングTDを記録したが、チームは敗れた。

### アリゾナ・カージナルス
2021年4月13日にアリゾナ・カージナルスと1年契約を結んだ。

#### 2021年シーズン
第9週のサンフランシスコ・49ers戦でラン、レシーブ合計で173ヤード、3つのタッチダウンを記録した。シーズン全体では752ラン獲得ヤード、リーグ最多の15のラッシングTDを記録し、3年ぶりとなるプロボウルに選出された。

#### 2022年シーズン
2022年3月14日にカージナルスと3年総額2,100万ドルで再契約した。このシーズンは782ラン獲得ヤード、7つのラッシングTD、46レシーブ、300レシーブ獲得ヤード、1つのレシービングTDを記録した。

#### 2023年シーズン
中盤4試合を欠場したが、初めて1000ヤードランを達成した。

#### 2024年シーズン
シーズン中に、カージナルスとの2年間の契約延長に合意した。

## 詳細情報

### 年度別成績

#### レギュラーシーズン
| シーズン | チーム | 試合 | 試合 | ラン  | ラン  | ラン | ラン | ラン | レシーブ | レシーブ | レシーブ | レシーブ | レシーブ | ファンブル | ファンブル |
| シーズン | チーム | GP   | GS   | Att   | Yds   | Avg  | Lng  | TD   | Rec      | Yds      | Avg      | Lng      | TD       | Fum        | Lost       |
| -------- | ------ | ---- | ---- | ----- | ----- | ---- | ---- | ---- | -------- | -------- | -------- | -------- | -------- | ---------- | ---------- |
| 2017     | PIT    | 14   | 0    | 32    | 144   | 4.5  | 23   | 0    | 0        | 0        | 0.0      | 0        | 0        | 0          | 0          |
| 2018     | PIT    | 13   | 12   | 215   | 973   | 4.5  | 30   | 12   | 55       | 497      | 9.0      | 29       | 1        | 4          | 2          |
| 2019     | PIT    | 10   | 10   | 116   | 464   | 4.0  | 25   | 4    | 34       | 251      | 7.4      | 26T      | 3        | 1          | 1          |
| 2020     | PIT    | 13   | 11   | 169   | 721   | 4.3  | 59   | 6    | 35       | 215      | 6.1      | 18       | 0        | 2          | 0          |
| 2021     | ARI    | 15   | 6    | 202   | 752   | 3.7  | 35   | 15   | 37       | 375      | 10.1     | 45       | 3        | 2          | 0          |
| 2022     | ARI    | 13   | 13   | 183   | 782   | 4.3  | 23   | 7    | 46       | 300      | 6.5      | 22       | 1        | 3          | 1          |
| 2023     | ARI    | 13   | 13   | 208   | 1,040 | 5.0  | 44   | 7    | 27       | 165      | 6.1      | 34       | 2        | 0          | 0          |
| 2024     | ARI    | 16   | 16   | 236   | 1,094 | 4.6  | 53   | 8    | 47       | 414      | 8.8      | 44       | 1        | 4          | 1          |
| 通算     | 通算   | 107  | 81   | 1,361 | 5,970 | 4.4  | 59   | 59   | 281      | 2,217    | 7.9      | 45       | 11       | 16         | 5          |

#### ポストシーズン
| シーズン | チーム | 試合 | 試合 | ラン | ラン | ラン | ラン | ラン | レシーブ | レシーブ | レシーブ | レシーブ | レシーブ | ファンブル | ファンブル |
| シーズン | チーム | GP   | GS   | Att  | Yds  | Avg  | Lng  | TD   | Rec      | Yds      | Avg      | Lng      | TD       | Fum        | Lost       |
| -------- | ------ | ---- | ---- | ---- | ---- | ---- | ---- | ---- | -------- | -------- | -------- | -------- | -------- | ---------- | ---------- |
| 2020     | PIT    | 1    | 1    | 11   | 37   | 3.4  | 9    | 1    | 5        | 30       | 6.0      | 9        | 0        | 0          | 0          |
| 2021     | ARI    | 1    | 0    | 4    | 19   | 4.8  | 11   | 1    | 1        | 5        | 5.0      | 5        | 0        | 0          | 0          |
| 通算     | 通算   | 2    | 1    | 15   | 56   | 3.7  | 11   | 2    | 6        | 35       | 5.8      | 9        | 0        | 0          | 0          |